# Sapromyza ferganica
Sapromyza ferganica är en tvåvingeart som beskrevs av Shatalkin 1996. Sapromyza ferganica ingår i släktet Sapromyza och familjen lövflugor. Inga underarter finns listade i Catalogue of Life.